# Ameles
Ameles — рід богомолів, поширених в Середземномор'ї та прилеглих країнах Азії та Африки. Богомоли невеликого розміру, самці крилаті, крила самиць вкорочені. Налічує близько 25 видів.

## Опис
Дрібні богомоли, 20-35 мм у довжину. Тіло зеленого або сірувато-охристого забарвлення. Самці тендітні, з добре розвиненими прозорими крилами з темними жилками, які довше за черевце, літають. Надкрила самця вкривають все черевце. Самиця більш міцної будови, надкрила вкорочені, задні крила з великою брунатною плямою. Очі конічні або кулясті, часто з горбиком на верхівці. Вічка великі та виразні у самців (окрім A. paradecolor) і маленькі в самиць. Передньоспинка коротка, не довше передніх тазиків. Передні стегна з 4 зовнішніми шипами, 4 дискоїдальними та 10 внутрішніми. Передні голені з 8-9 внутрішніми та зовнішніми шипами. Задні та середні ноги злегка вкриті волосками. Перший членик задньої лапки частіше за все довший за інші.

## Спосіб життя
Ксеротермофіли — живуть в посушливих теплих біотопах. Мешкають близько поверхні ґрунту, віддають преференцію степовим травам, кущам. Зустрічаються також у високогір'ї до 2000 метрів над рівнем моря. Богомоли швидко рухаються по землі чи по рослинах, стрибають.

## Види
За різними даними від 23 до 29 видів. Найкраще досліджені в Європі, мало даних щодо середньоазійських видів. Сердземноморські види розділяють на групу A. spallanzania і групу A. decolor. Розділення видів за морфологією є досить непростим, тому в науковій літературі трапляються численні помилки.
- A. aegyptiaca Werner,1913 — Єгипет
- A. andreae Battiston et al, 2018 — Сардинія, Мальорка
- A. arabica Uvarov,1939 — Аравійський півострів
- A. assoi (Bolivar,1873) — Іспанія, Марокко
- A. crassinervis Dirsch,1927
- A. decolor (Charpentier,1825) — Середземномор'я
- A. dumonti Chopard,1943 — Туніс
- A. heldreichi — від Балканського півострова до Каспійського моря
  - A. heldreichi taurica (Jakovlev,1903) — південь України, Крим, захід Краснодарського краю (Росія)
- A. fasciipennis Kaltenbach,1963 — Італія (Толентіно)
- A. gracilis (Brullé,1838) — Канарські острови
- A. kervilley Bolivar,1911 — Єгипет, Ліван
- A. limbata (Brullé,1838) — Канарські острови
- A. maroccana Uvarov,1931 — Марокко (Середній Атлас)
- A. massai — Йорданія
- A. modesta (Bolivar,1914) — Марокко
- A. moralesi Bolivar,1936 — Марокко (Сіді-Іфні)
- A. paradecolor Agabiti et al, 2010 — Іспанія
- A. persa Bolivar,1911 — Іран
- A. picteti (Saussure,1869) — Іспанія, Алжир, Сицилія
- A. poggii Lombardo,1986 — Лівія
- A. spallanzania (Rossi,1792) — Середземномор'я
- A. syriensis Giglio-Tos,1915  — Сирія
- A. wadisirhani Kaltenbach,1982 — Саудівська Аравія

## Поширення
Види роду зустрічаються від Канарських островів до Афганістану, в Північній Африці, на Близькому Сході, в Південній Європі. Один вид відомий з України, в кінці XX сторіччя з'явився і на території Росії.